# Мальоли, Умберто
Умбе́рто Мальо́ли (итал. Umberto Maglioli, 5 июня 1928, Биольо — 3 марта 1999, Монца) — итальянский автогонщик, трёхкратный победитель Targa Florio, пилот Формулы-1.

## Биография

### До Формулы-1 (1928—1952)
Умберто Мальоли родился 5 июля 1928 в Биольо. В 1952 он выиграл чемпионат Италии по кузовным гонкам за рулём Lancia.

### Выступления в Формуле-1 (1953—1957)
Дебют Мальоли в Формуле-1 состоялся в 1953 году в Гран-при в составе Scuderia Ferrari. Он выступал в Формуле-1 за Ferrari до 1955 года. Кроме того, в 1953 Мальоли выиграл Targa Florio за рулём Lancia Aurelia и разделил с Майком Хоторном победу в гонке 12 часов Пескары за рулём Ferrari 375MM.
В 1954 Умберто Мальоли выиграл Carrera Panamericana и вместе с Джузеппе Фариной одержал победу в гонке 1000 километров Буэнос-Айреса. Также в 1954 году Мальоли впервые пришёл на подиум в Формуле-1, заняв третье место в Гран-при Италии вместе с Хосе-Фройланом Гонсалесом. В Гран-при Аргентины 1955 года Мальоли вновь стал третьим, но получил всего 1,33 очка. Гонка прошла при очень сильной жаре, и многие пилоты вынуждены были отдавать машину напарнику. Мальоли взял автомобиль Джузеппе Фарины, затем отдал его Морису Трентиньяну.
В 1956 году Умберто Мальоли провёл две гонки в Формуле-1 за Maserati. В том же году Умберто Мальоли начал сотрудничество с Porsche. В сезоне 1957 года он провёл свою последнюю гонку в Формуле-1 — Гран-при Германии, в которой участвовал по отдельной классификации, как пилот Формулы-2.

### Новые победы в гонках спорткаров (1956—1968)
Сотрудничество Умберто Мальоли с Porsche начало приносить высокие результаты с первого же года: в 1956 он выиграл Targa Florio во второй раз в карьере. В 1957 году Мальоли получил травмы ноги на тренировке перед гонкой в Зальцбурге, но затем он вернулся в автоспорт.
В 1959 Умберто Мальоли выиграл 12 часов Себринга вместе с Хансом Херрманом. Впоследствии пилот вернулся в Scuderia Ferrari. В 1963 Мальоли занял 3 место в Ле-Мане (с Майком Парксом) и в гонке 1000 километров Нюрбургринга (с Карло Абате), а в 1964 разделил с Парксом свою вторую победу в Себринге.
В 1960-е Умберто Мальоли часто добивался успеха в Targa Florio, и в 1968 он выиграл эту гонку в третий раз в своей карьере.

### Поздние годы
В 1970 состоялось последнее выступление Мальоли в Targa Florio. В 1974 пилот был заявлен командой Lancia на участие в 24 часах Ле-Мана, но в итоге Lancia не прибыла на гонку.
Умберто Мальоли скончался 3 марта 1999 в Монце.

## Выступления в автоспорте

### Формула-1
| Легенда к таблице |                                                                    |
| --- | ------------------------------------------------------------------ |
| В таблице перечислены результаты всех Гран-при Формулы-1, в которых принимал участие гонщик. Строками таблицы являются сезоны, столбцами — этапы чемпионата мира. В каждой клетке указаны сокращённое название этапа и результат, дополнительно обозначенный цветом. Расшифровка обозначений и цветов представлена в нижеследующей таблице. |                                                                    |
| \| Пример \| Описание \| \| ------------ \| ------------------------------------------------------------------ \| \| 1 \| Победитель \| \| 2 \| Второе место \| \| 3 \| Третье место \| \| 5 \| Финишировал, заработав очки \| \| Сход \| Не финишировал, но при этом заработал очки \| \| 12 \| Финишировал, не получив очков \| \| НКЛ \| Финишировал, но не попал в финальную классификацию \| \| 15 \| Участвовал вне зачёта, либо по отдельной классификации \| \| 18 \| Не финишировал, но попал в финальную классификацию \| \| Сход \| Не финишировал \| \| НКВ \| Не прошёл квалификацию \| \| НПКВ \| Не прошёл предквалификацию \| \| ДСК \| Дисквалифицирован \| \| ИСК \| Исключён из протокола соревнований \| \| ТТ \| Заявлен для участия только в тренировках \| \| НС \| Участвовал в квалификации, но не стартовал в гонке \| \| Т \| Травмирован или болен \| \| ОТК \| Отказ от участия \| \| НТР \| Прибыл на соревнования, но на трассу не выезжал \| \| НПР \| Был заявлен в числе участников, но не прибыл к началу соревнований \| \| О \| Соревнования отменены \| \| \| Не участвовал \| \| Поул-позиция \| \| \| Быстрый круг \| \| |                                                                    |
| Пример | Описание                                                           |
| 1 | Победитель                                                         |
| 2 | Второе место                                                       |
| 3 | Третье место                                                       |
| 5 | Финишировал, заработав очки                                        |
| Сход | Не финишировал, но при этом заработал очки                         |
| 12 | Финишировал, не получив очков                                      |
| НКЛ | Финишировал, но не попал в финальную классификацию                 |
| 15 | Участвовал вне зачёта, либо по отдельной классификации             |
| 18 | Не финишировал, но попал в финальную классификацию                 |
| Сход | Не финишировал                                                     |
| НКВ | Не прошёл квалификацию                                             |
| НПКВ | Не прошёл предквалификацию                                         |
| ДСК | Дисквалифицирован                                                  |
| ИСК | Исключён из протокола соревнований                                 |
| ТТ | Заявлен для участия только в тренировках                           |
| НС | Участвовал в квалификации, но не стартовал в гонке                 |
| Т | Травмирован или болен                                              |
| ОТК | Отказ от участия                                                   |
| НТР | Прибыл на соревнования, но на трассу не выезжал                    |
| НПР | Был заявлен в числе участников, но не прибыл к началу соревнований |
| О | Соревнования отменены                                              |
| | Не участвовал                                                      |
| Поул-позиция |                                                                    |
| Быстрый круг |                                                                    |

| Сезон | Команда                   | Шасси                   | Двигатель            | Ш   | 1     | 2   | 3   | 4   | 5   | 6        | 7        | 8        | 9     | Место | Очки |
| ----- | ------------------------- | ----------------------- | -------------------- | --- | ----- | --- | --- | --- | --- | -------- | -------- | -------- | ----- | ----- | ---- |
| 1953  | Scuderia Ferrari          | Ferrari 553 Squalo      | Ferrari 553 2,0 L4   | P   | АРГ   | 500 | НИД | БЕЛ | ФРА | ВЕЛ      | ГЕР      | ШВА      | ИТА 8 | —     | 0    |
| 1954  | Scuderia Ferrari          | Ferrari 625             | Ferrari 107 2,5 L4   | P   | АРГ 9 | 500 | БЕЛ | ФРА | ВЕЛ | ГЕР      |          | ИТА 3    | ИСП   | 18    | 2    |
| 1954  | Scuderia Ferrari          | Ferrari 553 Squalo      | Ferrari 106 2,5 L4   | P   |       |     |     |     |     |          | ШВА 7    |          |       | 18    | 2    |
| 1955  | Scuderia Ferrari          | Ferrari 625             | Ferrari 106 2,5 L4   | Е   | АРГ 3 | МОН | 500 | БЕЛ | НИД | ВЕЛ      |          |          |       | 21    | 1⁄3  |
| 1955  | Scuderia Ferrari          | Ferrari 555 Supersqualo | Ferrari 106 2,5 L4   | Е   |       |     |     |     |     |          | ИТА 6    |          |       | 21    | 1⁄3  |
| 1956  | Scuderia Guastalla        | Maserati 250F           | Maserati 250F 2,5 L6 | P   | АРГ   | МОН | 500 | БЕЛ | ФРА | ВЕЛ Сход |          |          |       | —     | 0    |
| 1956  | Officine Alfieri Maserati | Maserati 250F           | Maserati 250F 2,5 L6 | P   |       |     |     |     |     |          | ГЕР Сход | ИТА Сход |       | —     | 0    |
| 1957  | Dr Ing F Porsche KG       | Porsche 550RS F2        | Porsche 547/3 1,5 B4 | D ? | АРГ   | МОН | 500 | ФРА | ВЕЛ | ГЕР Сход | ПЕС      | ИТА      |       | —     | 0    |

### 24 часа Ле-Мана
| Год  | Класс    | №  | Команда                                          | Напарник (напарники)         | Машина                              | Круги | ОП   | КП   |
| ---- | -------- | -- | ------------------------------------------------ | ---------------------------- | ----------------------------------- | ----- | ---- | ---- |
| 1953 |          | 30 | Scuderia Lancia                                  | Пьеро Таруффи                | Lancia D.20 Compr.                  | 117   | Сход | Сход |
| 1954 |          | 3  | Scuderia Ferrari                                 | Паоло Мардзотто              | Ferrari 375 Plus                    | 88    | Сход | Сход |
| 1955 | S 5,0    | 3  | Scuderia Ferrari                                 | Фил Хилл                     | Ferrari 121 LM (118 LM Scaglietti?) | 76    | Сход | Сход |
| 1956 | S 1,5    | 24 | Porsche KG                                       | Ханс Херрман                 | Porsche 550 RS                      | 136   | Сход | Сход |
| 1957 | S 1500   | 32 | Porsche KG                                       | Эдгар Барт                   | Porsche 718 RSK                     | 129   | Сход | Сход |
| 1959 | S 2000   | 22 | Porsche KG                                       | Ханс Херрман                 | Porsche 718 RSK                     | 78    | Сход | Сход |
| 1963 | P 3000   | 22 | SpA Ferrari SEFAC                                | Майк Паркс                   | Ferrari 250 P                       | 323   | 3    | 2    |
| 1964 | P        | 22 | SpA Ferrari SEFAC                                | Джанкарло Багетти            | Ferrari 275 P                       | 68    | Сход | Сход |
| 1965 | GTP 5000 | 7  | R.R.C. Walker Racing Team / Shelby American Inc. | Боб Бондурант                | Ford GT40                           | 29    | Сход | Сход |
| 1966 | P        | 21 | SpA Ferrari SEFAC                                | -                            | Ferrari 330 P3                      | -     | НС   | НС   |
| 1967 | S 5000   | 18 | Scuderia Filipinetti                             | Марио Казони                 | Ford GT40                           | 116   | Сход | Сход |
| 1968 | GT +2000 | 3  | Scuderia Filipinetti                             | Анри Гредер                  | Chevrolet Corvette                  | 53    | Сход | Сход |
| 1969 | GT +2000 | 1  | Scuderia Filipinetti                             | -                            | Chevrolet Corvette                  | -     | НС   | НС   |
| 1974 | S 3000   | 24 | Lancia Marlboro                                  | Сандро Мунари Жан-Клод Андре | Lancia Stratos                      | -     | НПР  | НПР  |

### Targa Florio
| Год  | №   | Команда                    | Напарник                | Машина                  | Место |
| ---- | --- | -------------------------- | ----------------------- | ----------------------- | ----- |
| 1948 |     |                            | Джованни Бракко         | Lancia Aprilia 1500     | 8     |
| 1949 |     |                            | Джованни Бракко         | Ferrari 166SC           | Сход  |
| 1950 | 432 |                            | Джованни Бракко         | Ferrari 166MM           | 26    |
| 1953 |     | Scuderia Lancia            |                         | Lancia Aurelia B20      | 1     |
| 1954 | 400 |                            |                         | Ferrari 375 Plus        | Сход  |
| 1955 | 120 | Scuderia Ferrari           | Серджио Сигинольфи      | Ferrari 750 Monza       | Сход  |
| 1956 | 84  | Porsche KG                 | Фриц Хушке фон Ханштейн | Porsche Spyder          | 1     |
| 1958 | 68  | Porsche KG                 | Эдгар Барт              | Porsche 718 RSK Spyder  | НС    |
| 1959 | 136 | Porsche AG                 | Ханс Херрман            | Porsche 718 RSK Spyder  | Сход  |
| 1960 | 200 | Camoradi USA               | Нино Ваккарелла         | Maserati Tipo 61        | Сход  |
| 1961 | 158 | Scuderia Serenissima       | Джорджио Скарлатти      | Maserati Tipo 63        | 5     |
| 1962 | 116 | Gotfrid Koechert           | Том Шпихингер           | Porsche 718 RSK Spyder  | Сход  |
| 1963 | 156 | Porsche System Engineering | Джанкарло Багетти       | Porsche 718 WRS Spyder  | 7     |
| 1964 | 186 | Porsche System Engineering | Эдгар Барт              | Porsche 904/8           | 6     |
| 1965 | 176 | Porsche System Engineering | Герман Линге            | Porsche 904/6           | 3     |
| 1966 | 150 | Scuderia Filipinetti       | Клод Буррило            | Porsche 906 (Carrera 6) | 5     |
| 1967 | 184 | Porsche System Engineering | Удо Шютц                | Porsche 910/6           | Сход  |
| 1968 | 224 | Porsche System Engineering | Вик Элфорд              | Porsche 907             | 1     |
| 1969 | 270 | Porsche System Engineering | Вик Элфорд              | Porsche 908/02          | 2     |
| 1970 | 32  | Autodelta SpA              | Нанни Галли             | Alfa Romeo T33/3        | Сход  |